# Formel 1-VM 2004
Formel 1-VM 2004 hade 18 deltävlingar som kördes under perioden 7 mars-24 oktober. Michael Schumacher i Ferrari visade här vem som var världens bäste förare genom att vinna 13 av de 18 loppen och ta sin sjunde världsmästartitel. Stallkamraten Rubens Barrichello kom på en andraplats i förarmästerskapet. Den unge britten Jenson Button gjorde en mycket stark säsong och slutade på tredje plats i förarmästerskapet. Konstruktörsmästerskapet vanns av Ferrari.

## Nyheter
- Två nya Grand Prix tillkom, Bahrains Grand Prix och Kinas Grand Prix.

## Vinnare

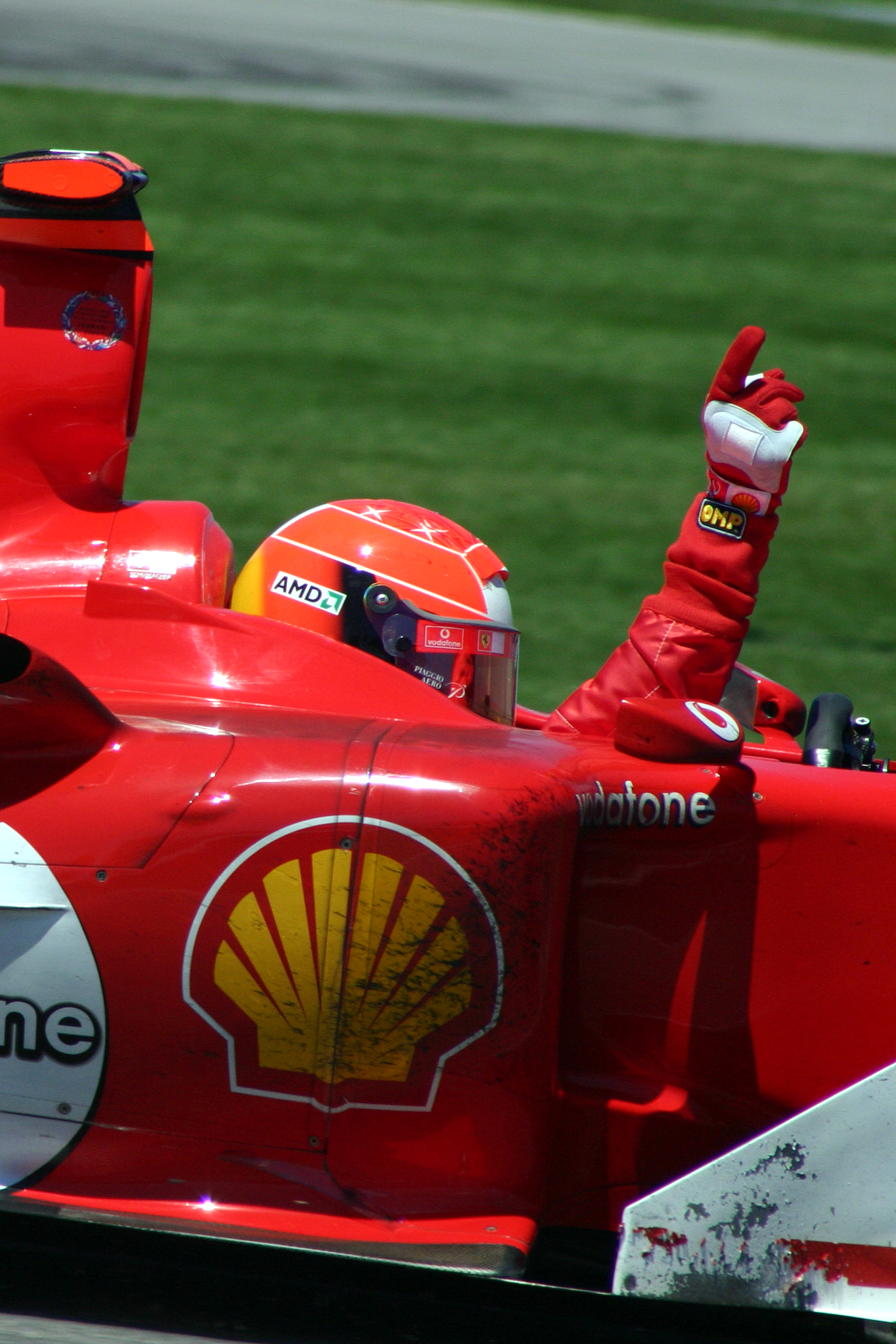
Michael Schumacher blev världsmästare.

- Förare:  Michael Schumacher, Tyskland, Ferrari
- Konstruktör:  Ferrari, Italien

## Grand Prix-kalender
| Grand Prix                 | Datum        | Bana              | Vinnande förare    | Vinnande tillverkare |   |
| -------------------------- | ------------ | ----------------- | ------------------ | -------------------- | - |
| Australiens Grand Prix     | 7 mars       | Albert Park       | Michael Schumacher | Ferrari              | * |
| Malaysias Grand Prix       | 21 mars      | Sepang            | Michael Schumacher | Ferrari              | * |
| Bahrains Grand Prix        | 4 april      | Sakhir            | Michael Schumacher | Ferrari              | * |
| San Marinos Grand Prix     | 25 april     | Imola             | Michael Schumacher | Ferrari              | * |
| Spaniens Grand Prix        | 9 maj        | Catalunya         | Michael Schumacher | Ferrari              | * |
| Monacos Grand Prix         | 23 maj       | Monte Carlo       | Jarno Trulli       | Renault              | * |
| Europas Grand Prix         | 30 maj       | Nürburgring       | Michael Schumacher | Ferrari              | * |
| Kanadas Grand Prix         | 13 juni      | Montréal          | Michael Schumacher | Ferrari              | * |
| USA:s Grand Prix           | 20 juni      | Indianapolis      | Michael Schumacher | Ferrari              | * |
| Frankrikes Grand Prix      | 4 juli       | Magny-Cours       | Michael Schumacher | Ferrari              | * |
| Storbritanniens Grand Prix | 11 juli      | Silverstone       | Michael Schumacher | Ferrari              | * |
| Tysklands Grand Prix       | 25 juli      | Hockenheimring    | Michael Schumacher | Ferrari              | * |
| Ungerns Grand Prix         | 15 augusti   | Hungaroring       | Michael Schumacher | Ferrari              | * |
| Belgiens Grand Prix        | 29 augusti   | Spa-Francorchamps | Kimi Räikkönen     | McLaren-Mercedes     | * |
| Italiens Grand Prix        | 12 september | Monza             | Rubens Barrichello | Ferrari              | * |
| Kinas Grand Prix           | 26 september | Shanghai          | Rubens Barrichello | Ferrari              | * |
| Japans Grand Prix          | 10 oktober   | Suzuka            | Michael Schumacher | Ferrari              | * |
| Brasiliens Grand Prix      | 24 oktober   | Interlagos        | Juan Pablo Montoya | Williams-BMW         | * |

## Team och förare
| Stall/Tillverkare | Nummer | Förare                          |
| ----------------- | ------ | ------------------------------- |
| BAR-Honda         | 9      | Jenson Button, Storbritannien   |
| BAR-Honda         | 10     | Takuma Sato, Japan              |
| Ferrari           | 1      | Michael Schumacher, Tyskland    |
| Ferrari           | 2      | Rubens Barrichello, Brasilien   |
| Jaguar-Cosworth   | 14     | Mark Webber, Australien         |
| Jaguar-Cosworth   | 15     | Christian Klien, Österrike      |
| Jordan-Cosworth   | 18     | Nick Heidfeld, Tyskland         |
| Jordan-Cosworth   | 19     | Giorgio Pantano, Italien        |
| Jordan-Cosworth   | 19     | Timo Glock, Tyskland            |
| McLaren-Mercedes  | 5      | David Coulthard, Storbritannien |
| McLaren-Mercedes  | 6      | Kimi Räikkönen, Finland         |
| Minardi-Cosworth  | 20     | Gianmaria Bruni, Italien        |
| Minardi-Cosworth  | 21     | Zsolt Baumgartner, Ungern       |
| Renault           | 7      | Jarno Trulli, Italien           |
| Renault           | 7      | Jacques Villeneuve, Kanada      |
| Renault           | 8      | Fernando Alonso, Spanien        |
| Sauber-Petronas   | 11     | Giancarlo Fisichella, Italien   |
| Sauber-Petronas   | 12     | Felipe Massa, Brasilien         |
| Toyota            | 16     | Cristiano da Matta, Brasilien   |
| Toyota            | 16     | Ricardo Zonta, Brasilien        |
| Toyota            | 16     | Jarno Trulli, Italien           |
| Toyota            | 17     | Olivier Panis, Frankrike        |
| Toyota            | 17     | Ricardo Zonta, Brasilien        |
| Williams-BMW      | 3      | Juan Pablo Montoya, Colombia    |
| Williams-BMW      | 4      | Ralf Schumacher, Tyskland       |
| Williams-BMW      | 4      | Antônio Pizzonia, Brasilien     |

## Bilar
| Stall                   | Chassi         | Däck        | Bränsle   | Motor                      | Konstruktion | Effekt hk | Varv/min |
| ----------------------- | -------------- | ----------- | --------- | -------------------------- | ------------ | --------- | -------- |
| British American Racing | 006            | Michelin    | Total     | Honda RA004E               | 3.0 V10 90°  | 900       | 18 000   |
| Ferrari                 | F2004 (655)    | Bridgestone | Shell     | Ferrari 053                | 3.0 V10 90°  | 900       | 18 800   |
| Jaguar Racing           | R5             | Michelin    | Castrol   | Cosworth Racing CR-6       | 3.0 V10 90°  | 900       | 18 800   |
| Jordan Grand Prix       | EJ14           | Bridgestone | Total     | Cosworth Racing CR-6       | 3.0 V10 90°  | 900       | 18 800   |
| McLaren                 | MP4-19 MP4-19B | Michelin    | Mobil     | Mercedes-Benz FO 110Q      | 3.0 V10 90°  | 900       | 18 500   |
| Minardi                 | PS04B          | Bridgestone | Total     | Cosworth Racing CR-3L      | 3.0 V10 72°  | 850       | 18 000   |
| Renault                 | R24            | Michelin    | Total     | Renault RS24               | 3.0 V10 72°  | 850       | 18 500   |
| Sauber-Petronas         | C23            | Bridgestone | Primax    | Petronas 04A (Ferrari 053) | 3.0 V10 90°  | 900       | 18 800   |
| Toyota F1               | TF104          | Michelin    | Esso      | Toyota RVX-04              | 3.0 V10 90°  | 900       | 19 000   |
| Williams F1             | FW26           | Michelin    | Petrobras | BMW P84                    | 3.0 V10 90°  | 900       | 18 800   |

## Slutställning

### Förare

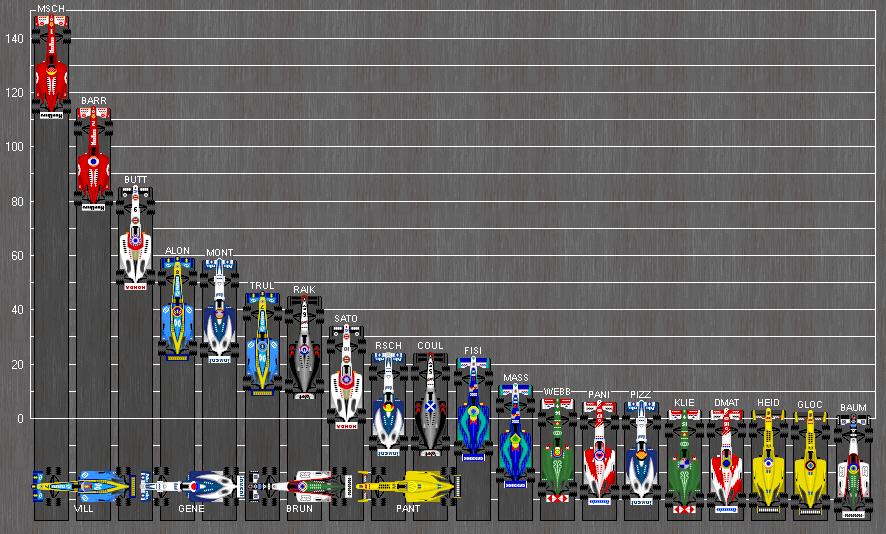
Slutställningen i bild.

| Placering | Förare               | Konstruktör      | Poäng |
| --------- | -------------------- | ---------------- | ----- |
| 1         | Michael Schumacher   | Ferrari          | 148   |
| 2         | Rubens Barrichello   | Ferrari          | 114   |
| 3         | Jenson Button        | BAR-Honda        | 85    |
| 4         | Fernando Alonso      | Renault          | 59    |
| 5         | Juan Pablo Montoya   | Williams-BMW     | 58    |
| 6         | Jarno Trulli         | Renault, Toyota  | 46    |
| 7         | Kimi Räikkönen       | McLaren-Mercedes | 45    |
| 8         | Takuma Sato          | BAR-Honda        | 34    |
| 9         | Ralf Schumacher      | Williams-BMW     | 24    |
| 10        | David Coulthard      | McLaren-Mercedes | 24    |
| 11        | Giancarlo Fisichella | Sauber-Petronas  | 22    |
| 12        | Felipe Massa         | Sauber-Petronas  | 12    |
| 13        | Mark Webber          | Jaguar-Cosworth  | 7     |
| 14        | Olivier Panis        | Toyota           | 6     |
| 15        | Antônio Pizzonia     | Williams-BMW     | 6     |
| 16        | Christian Klien      | Jaguar-Cosworth  | 3     |
| 17        | Cristiano da Matta   | Toyota           | 3     |
| 18        | Nick Heidfeld        | Jordan-Ford      | 3     |
| 19        | Timo Glock           | Jordan-Ford      | 2     |
| 20        | Zsolt Baumgartner    | Minardi-Cosworth | 1     |

### Konstruktörer
| Placering | Konstruktör      | Poäng |
| --------- | ---------------- | ----- |
| 1         | Ferrari          | 262   |
| 2         | BAR-Honda        | 119   |
| 3         | Renault          | 105   |
| 4         | Williams-BMW     | 88    |
| 5         | McLaren-Mercedes | 69    |
| 6         | Sauber-Petronas  | 34    |
| 7         | Jaguar-Cosworth  | 10    |
| 8         | Toyota           | 9     |
| 9         | Jordan-Cosworth  | 5     |
| 10        | Minardi-Cosworth | 1     |